# Tour of Guangxi 2018
Il Tour of Guangxi 2018, seconda edizione della corsa, valevole come trentasettesima prova dell'UCI World Tour 2018 categoria 2.UWT, si svolse in sei tappe dal 16 al 21 ottobre 2018 su un percorso di 911,4 km, con partenza da Beihai e arrivo a Guilin, in Cina. La vittoria fu appannaggio dell'italiano Gianni Moscon, che completò il percorso in 20h39'56" precedendo l'austriaco Felix Großschartner e il russo Sergej Černeckij.
Al traguardo di Guilin 116 ciclisti, su 124 partiti da Beihai, portarono a termine la competizione.

## Tappe
| Tappa  | Data       | Percorso                            | km    | Vincitore di tappa | Leader cl. generale |
| ------ | ---------- | ----------------------------------- | ----- | ------------------ | ------------------- |
| 1ª     | 16 ottobre | Beihai > Beihai                     | 107,4 | Dylan Groenewegen  | Dylan Groenewegen   |
| 2ª     | 17 ottobre | Beihai > Qinzhou                    | 145,2 | Pascal Ackermann   | Dylan Groenewegen   |
| 3ª     | 18 ottobre | Nanning > Nanning                   | 125,4 | Fabio Jakobsen     | Fabio Jakobsen      |
| 4ª     | 19 ottobre | Nanning > Mashan Nongla Scenic Spot | 152,2 | Gianni Moscon      | Gianni Moscon       |
| 5ª     | 20 ottobre | Liuzhou > Guilin                    | 212,2 | Matteo Trentin     | Gianni Moscon       |
| 6ª     | 21 ottobre | Guilin > Guilin                     | 169   | Fabio Jakobsen     | Gianni Moscon       |
| Totale | Totale     | Totale                              | 911,4 |                    |                     |

## Squadre e corridori partecipanti
| N.    | Cod. | Squadra          |
| ----- | ---- | ---------------- |
| 1-7   | LTS  | Lotto Soudal     |
| 11-17 | ALM  | AG2R La Mondiale |
| 21-27 | AST  | Astana Pro Team  |
| 31-37 | TBM  | Bahrain-Merida   |
| 42-47 | BMC  | BMC Racing Team  |
| 51-57 | BOH  | Bora-Hansgrohe   |
| 61-67 | GFC  | Groupama-FDJ     |
| 71-77 | MTS  | Mitchelton-Scott |
| 81-87 | MOV  | Movistar Team    |

| N.      | Cod. | Squadra                        |
| ------- | ---- | ------------------------------ |
| 91-97   | QST  | Quick-Step Floors              |
| 101-107 | DDD  | Team Dimension Data            |
| 111-117 | EFD  | Team EF Education First-Drapac |
| 121-127 | TKA  | Team Katusha Alpecin           |
| 131-137 | TLJ  | Team Lotto NL-Jumbo            |
| 141-147 | SKY  | Team Sky                       |
| 151-157 | SUN  | Team Sunweb                    |
| 161-167 | TFS  | Trek-Segafredo                 |
| 171-177 | UAD  | UAE Team Emirates              |

## Dettagli delle tappe

### 1ª tappa
- 16 ottobre: Beihai > Beihai – 107,4 km

Risultati
| Pos. | Corridore         | Squadra    | Tempo    |
| ---- | ----------------- | ---------- | -------- |
| 1    | Dylan Groenewegen | Lotto NL   | 2h21'45" |
| 2    | Max Walscheid     | Sunweb     | s.t.     |
| 3    | Fabio Jakobsen    | Quick-Step | s.t.     |

| Pos. | Corridore         | Squadra  | Tempo    |
| ---- | ----------------- | -------- | -------- |
| 1    | Dylan Groenewegen | Lotto NL | 2h21'35" |
| 2    | Silvan Dillier    | BMC      | a 2"     |
| 3    | Max Walscheid     | Sunweb   | a 4"     |

### 2ª tappa
- 17 ottobre: Beihai > Qinzhou – 145,2 km

Risultati
| Pos. | Corridore         | Squadra    | Tempo    |
| ---- | ----------------- | ---------- | -------- |
| 1    | Pascal Ackermann  | Bora       | 3h18'58" |
| 2    | Fabio Jakobsen    | Quick-Step | s.t.     |
| 3    | Dylan Groenewegen | Lotto NL   | s.t.     |

| Pos. | Corridore         | Squadra    | Tempo    |
| ---- | ----------------- | ---------- | -------- |
| 1    | Dylan Groenewegen | Lotto NL   | 5h40'29" |
| 2    | Pascal Ackermann  | Bora       | a 4"     |
| 3    | Fabio Jakobsen    | Quick-Step | s.t.     |

### 3ª tappa
- 18 ottobre: Nanning > Nanning – 125,4 km

Risultati
| Pos. | Corridore        | Squadra    | Tempo    |
| ---- | ---------------- | ---------- | -------- |
| 1    | Fabio Jakobsen   | Quick-Step | 2h43'54" |
| 2    | Pascal Ackermann | Bora       | s.t.     |
| 3    | Max Walscheid    | Sunweb     | s.t.     |

| Pos. | Corridore         | Squadra    | Tempo    |
| ---- | ----------------- | ---------- | -------- |
| 1    | Fabio Jakobsen    | Quick-Step | 8h24'17" |
| 2    | Pascal Ackermann  | Bora       | a 4"     |
| 3    | Dylan Groenewegen | Lotto NL   | a 6"     |

### 4ª tappa
- 19 ottobre: Nanning > Mashan Nongla Scenic Spot – 152,2 km

Risultati
| Pos. | Corridore           | Squadra | Tempo    |
| ---- | ------------------- | ------- | -------- |
| 1    | Gianni Moscon       | Sky     | 3h38'02" |
| 2    | Felix Großschartner | Bora    | a 5"     |
| 3    | Sergej Černeckij    | Astana  | a 8"     |

| Pos. | Corridore           | Squadra | Tempo     |
| ---- | ------------------- | ------- | --------- |
| 1    | Gianni Moscon       | Sky     | 12h02'29" |
| 2    | Felix Großschartner | Bora    | a 9"      |
| 3    | Sergej Černeckij    | Astana  | a 14"     |

### 5ª tappa
- 20 ottobre: Liuzhou > Guilin – 212,2 km

Risultati
| Pos. | Corridore        | Squadra    | Tempo    |
| ---- | ---------------- | ---------- | -------- |
| 1    | Matteo Trentin   | Mitchelton | 4h54'34" |
| 2    | Pascal Ackermann | Bora       | s.t.     |
| 3    | Jasper Stuyven   | Trek       | s.t.     |

| Pos. | Corridore           | Squadra | Tempo     |
| ---- | ------------------- | ------- | --------- |
| 1    | Gianni Moscon       | Sky     | 16h57'03" |
| 2    | Felix Großschartner | Bora    | a 9"      |
| 3    | Sergej Černeckij    | Astana  | a 14"     |

### 6ª tappa
- 21 ottobre: Guilin > Guilin – 169 km

Risultati
| Pos. | Corridore        | Squadra    | Tempo    |
| ---- | ---------------- | ---------- | -------- |
| 1    | Fabio Jakobsen   | Quick-Step | 3h42'53" |
| 2    | Pascal Ackermann | Bora       | s.t.     |
| 3    | Rüdiger Selig    | Bora       | s.t.     |

| Pos. | Corridore           | Squadra | Tempo     |
| ---- | ------------------- | ------- | --------- |
| 1    | Gianni Moscon       | Sky     | 20h39'56" |
| 2    | Felix Großschartner | Bora    | a 9"      |
| 3    | Sergej Černeckij    | Astana  | a 14"     |

## Evoluzione delle classifiche
| Tappa              | Vincitore          | Classifica generale Maglia rossa | Classifica a punti Maglia blu | Classifica scalatori Maglia a pois blu | Classifica giovani Maglia bianca | Classifica a squadre |
| ------------------ | ------------------ | -------------------------------- | ----------------------------- | -------------------------------------- | -------------------------------- | -------------------- |
| 1ª                 | Dylan Groenewegen  | Dylan Groenewegen                | Silvan Dillier                | Silvan Dillier                         | Dylan Groenewegen                | AG2R La Mondiale     |
| 2ª                 | Pascal Ackermann   | Dylan Groenewegen                | Dylan Groenewegen             | Silvan Dillier                         | Dylan Groenewegen                | AG2R La Mondiale     |
| 3ª                 | Fabio Jakobsen     | Fabio Jakobsen                   | Fabio Jakobsen                | Silvan Dillier                         | Fabio Jakobsen                   | AG2R La Mondiale     |
| 4ª                 | Gianni Moscon      | Gianni Moscon                    | Fabio Jakobsen                | Gianni Moscon                          | Gianni Moscon                    | Astana Pro Team      |
| 5ª                 | Matteo Trentin     | Gianni Moscon                    | Pascal Ackermann              | Silvan Dillier                         | Gianni Moscon                    | Astana Pro Team      |
| 6ª                 | Fabio Jakobsen     | Gianni Moscon                    | Fabio Jakobsen                | Silvan Dillier                         | Gianni Moscon                    | Astana Pro Team      |
| Classifiche finali | Classifiche finali | Gianni Moscon                    | Fabio Jakobsen                | Silvan Dillier                         | Gianni Moscon                    | Astana Pro Team      |

## Classifiche finali

### Classifica generale - Maglia rossa
| Pos. | Corridore           | Squadra     | Tempo     |
| ---- | ------------------- | ----------- | --------- |
| 1    | Gianni Moscon       | Sky         | 20h39'56" |
| 2    | Felix Großschartner | Bora        | a 9"      |
| 3    | Sergej Černeckij    | Astana      | a 14"     |
| 4    | Rémi Cavagna        | Quick-Step  | a 17"     |
| 5    | Carlos Verona       | Mitchelton  | a 21"     |
| 6    | Rigoberto Urán      | Educ. First | s.t.      |
| 7    | Rubén Fernández     | Movistar    | a 25"     |
| 8    | Luis León Sánchez   | Astana      | s.t.      |
| 9    | Dries Devenyns      | Quick-Step  | a 27"     |
| 10   | Natnael Berhane     | Dimension   | a 28"     |

### Classifica a punti - Maglia blu
| Pos. | Corridore         | Squadra    | Punti |
| ---- | ----------------- | ---------- | ----- |
| 1    | Fabio Jakobsen    | Quick-Step | 52    |
| 2    | Pascal Ackermann  | Bora       | 52    |
| 3    | Dylan Groenewegen | Lotto NL   | 30    |
| 4    | Matteo Trentin    | Mitchelton | 29    |
| 5    | Max Walscheid     | Sunweb     | 29    |

### Classifica scalatori - Maglia a pois blu
| Pos. | Corridore        | Squadra     | Punti |
| ---- | ---------------- | ----------- | ----- |
| 1    | Silvan Dillier   | BMC         | 37    |
| 2    | Gianni Moscon    | Sky         | 22    |
| 3    | Tony Martin      | Katusha     | 22    |
| 4    | Rigoberto Urán   | Educ. First | 21    |
| 5    | Pascal Eenkhoorn | Lotto NL    | 18    |

### Classifica giovani - Maglia bianca
| Pos. | Corridore            | Squadra    | Punti     |
| ---- | -------------------- | ---------- | --------- |
| 1    | Gianni Moscon        | Sky        | 20h39'56" |
| 2    | Felix Großschartner  | Bora       | a 9"      |
| 3    | Rémi Cavagna         | Quick-Step | a 17"     |
| 4    | Eddie Dunbar         | Sky        | a 28"     |
| 5    | Nathan Van Hooydonck | BMC        | a 32"     |

### Classifica a squadre
| Pos. | Squadra           | Tempo     |
| ---- | ----------------- | --------- |
| 1    | Astana Pro Team   | 62h00'59" |
| 2    | Quick-Step Floors | a 10"     |
| 3    | Team Sky          | a 23"     |
| 4    | Movistar Team     | a 40"     |
| 5    | UAE Team Emirates | a 54"     |